# Пантерси Парма
Пантерси Парма су клуб америчког фудбала из Парме у Италији. Основани су 1981. године и своје утакмице играју на стадиону 25. април. Такмиче се тренутно у Првој лиги Италије, и Лига шампиона - Група Југ.